# クレッシェンド!
『クレッシェンド!』は宝塚歌劇団の舞台作品。星組公演。
併演作品は『海鳴りにもののふの詩が』。

## 解説
※『宝塚歌劇100年史（舞台編）』の宝塚大劇場公演のページを参照
「次第に強くなる（盛り上がる）」という音楽用語"クレッシェンド"にあるように、人生の喜怒哀楽が興奮していく有様をモチーフに展開していく作品。新婚カップル、猛獣使いと豹、レーサーとピットマンなどの内容である。

## 公演期間と公演場所
- 1981年8月13日 - 9月29日[2]　宝塚大劇場
- 1981年11月3日 - 11月29日[3]　東京宝塚劇場

## 宝塚大劇場公演のデータ
形式名は「グランド・レビュー」。16場。

### スタッフ（宝塚大劇場）
- 作・演出：小原弘稔[2]
- 作曲[4]・編曲[4]：吉崎憲治、南安雄、高橋城
- 編曲・音楽指揮：橋本和明[4]
- 振付[4]：岡正躬、羽山紀代美、アキコ・カンダ、謝珠栄
- 装置[4]：石浜日出雄、関谷敏昭
- 衣装：任田幾英[4]
- 照明：今井直次[5]
- 音響：松永浩志[5]
- 小道具：万波一重[5]
- 効果：川ノ上智洋[5]
- 合唱指導：橋本和明[5]
- 演出補：太田哲則[5]
- 演出助手：小池修一郎[5]
- 制作：久国高[5]